# Said Naficy
Sahid Nafisi, ou Nafissi ou encore Said Naficy (en persan : سعید نفیسی ), né le 8 juin 1896 à Téhéran et mort le 13 novembre 1966 dans la même ville, est un universitaire iranien qui fut également écrivain et poète.

## Biographie
Naficy rejoint dans sa jeunesse à Téhéran le groupe d'intellectuels formé autour du grand poète Mohammad Taghi Bahar, avec  Abbas Eqbal Achtiani, Gholam-Reza Rachid Yassemi, ou bien Abdolhossein Teymourtash. Ils fondent en 1918 la première revue littéraire du pays, intitulée Daneshkadé.
Il publie tout au long de sa vie des articles essentiels à propos de son pays, de la littérature persane, du soufisme, etc. Il enseigne l'archéologie et la littérature persane à l'université de Téhéran et à l'université de Kaboul, ainsi qu'à l'université du Caire. Ayant appris le français, il fait paraître un dictionnaire français-persan (1925-1930), en deux tomes. Il était féru d'Homère, de Pouchkine et de Balzac. Il fut invité à l'université d'État de San José en Californie. Il meurt à l'hôpital russe de Téhéran.
Ses travaux ont été traduits dans une vingtaine de langues et notamment étudiés par l'iranologue Daniil Komissarov.